# 四角刺面介
四角刺面介（学名：Spinileberis quadriaculeata）为浪花介科刺面介屬下的一个种。